# Robert Annis
Robert Joseph Annis, também conhecido como Bob Annis (St. Louis, 5 de setembro de 1928 - St. Louis, 31 de março de 1995), foi um futebolista estadunidense. Atuando como zagueiro, participou da Seleção de Futebol dos Estados Unidos nos Jogos Olímpicos de Londres de 1948 e na Copa do Mundo FIFA de 1950.

## Carreira
Jogou entre 1947 e 1950 no St. Louis Simpkins-Ford, onde foi campeão de 1948 e 1950 no Lamar Hunt U.S. Open Cup (anteriormente chamado de National Challenge Cups). Convocado para a Olimpíada de 1948 e para a Copa do Mundo no Brasil, em 1950, era o zagueiro reserva da seleção norte americana.
Em 1976, seu nome entrou para o "National Soccer Hall of Fame".